# Tejen
Tejen (russisch Теджен Tedschen) ist eine turkmenische Oasenstadt in der Karakum-Wüste. Die Stadt liegt in der südlichen Provinz Ahal.

## Lage
Tejen liegt im Süden Turkmenistans, circa 200 Kilometer östlich der turkmenischen Hauptstadt Aşgabat und 60 Kilometer nördlich der Grenze zum Iran.

## Verkehr
Wichtigste Verkehrsanbindung der Oasenstadt ist die Schnellstraße M37, die den Osten und den Westen des Landes verbindet. Über die M37 lässt sich auch Aşgabat schnell erreichen. Des Weiteren verbindet eine Eisenbahnlinie Tejen mit der iranischen Stadt Maschhad.

## Wirtschaft
Tejen ist ein Zentrum der Textil- und Düngemittelherstellung mit der Produktion unter anderem von Harnstoff. Des Weiteren ist Tejen bekannt für seine Melonen, die als besonders hochwertig und süß gelten.

## Persönlichkeiten
- Amanmyrat Hommadow (* 1989), Hammerwerfer